# Reichenfels
Reichenfels é um município da Áustria localizado no distrito de Wolfsberg, no estado de Caríntia.

## Geografia
Reichenfels está localizada no vale superior do rio Lavant, entre as montanhas Packalp e Seetal, na fronteira com a Estíria. Os municípios vizinhos na Caríntia são Bad Sankt Leonhard e Hüttenberg.